# Rąbień-Stary Dwór
Rąbień-Stary Dwór – część wsi Rąbień AB w Polsce, położona w województwie łódzkim, w powiecie zgierskim, w gminie Aleksandrów Łódzki. Dawniej samodzielna miejscowość.
W latach 1975–1998 miejscowość administracyjnie należała do ówczesnego województwa łódzkiego.